# Ketokonazol
A ketokonazol (INN: ketoconazole), mint szintetikus imidazol dioxolán derivátum, hatékony antimikotikus aktivitással rendelkezik a dermatophytonokkal, valamint a sarjadzógombákkal szemben. A ketokonazol tartalmú krém rendszerint nagyon gyors hatást fejt ki bőrviszketéskor, amely általában dermatophyton vagy sarjadzógomba fertőzést követően lép fel. Ez a tüneti javulás már azelőtt megfigyelhető, mielőtt a gyógyulás első jelei mutatkoznának.
A VIII. Magyar Gyógyszerkönyvben  Ketoconazolum     néven hivatalos.  

## Védjegyezett nevű készítmények
- Nizoral (Janssen illetve Richter Gedeon Rt.)
- Novorozal (Valeant Pharma magyarország Kft)
- Revalid (Teva Pharmaceutrical Industries Ltd.)